# Samuel Ludwig von Kalckreuth
Samuel Ludwig von Kalckreuth (Kalckreutz, Kalckreuter) (ca. 1690 – 23. april 1762 i Rendsborg) var en dansk officer, bror til Rabe von Kalckreuth.
Han var af en kendt schlesisk slægt, søn af Georg von Kalckreuths 1. ægteskab, med en Renata Marie. Georg von Kalckreuth døde 1702 i Flandern som oberstløjtnant ved holstenske Rytterregiment, og i samme regiment blev sønnen 1705 kornet og 1707 løjtnant. 1709 kom han til Hestgarden, blev 1715 ritmester, 1723 oberstløjtnant ved 1. fynske og, efter 1731 at være forfremmet til oberst, 1734 chef for 3. jyske Rytterregiment. 1737 blev han staldmester hos kongen, men trådte 1740 tilbage i Hæren som chef for 1. jyske (1747 kaldt sjællandske) Rytterregiment i Slesvig. Resten af sit liv var Kalckreuth – der 1742 udnævntes til generalmajor, 1747 til Ridder af Dannebrog, 1750 til generalløjtnant, 1753 til kammerherre og 1754 til virkelig general – med en kort afbrydelse knyttet til Hertugdømmerne, idet han først i 12 år stod i spidsen for nævnte regiment (som 1741-42 deltog i ekspeditionen til Hannover) og dernæst 1752-53 var kommandant i Rendsborg. I 1 1/2 år kommanderede han så Livgarden til Hest, men kom 1754 tilbage til Slesvig som kavaleriinspektør i de nævnte provinser. 1758 fik han kommando over de 10 rytter- og dragonregimenter, der hørte til den i Holsten samlede hær, var tillige chef for Livregiment Dragoner 1759-61 og derefter på ny kommandant i Rendsborg til sin død, 23. april 1762. Trods den høje stilling, Kalckreuth kom til at beklæde, vides han ikke at have udrettet noget ud over det almindelige.
Han var 3 gange gift: 1. gang med Dorothea f. Skinkel (1698-1729), datter af oberstløjtnant Steen Skinkel til Bækkeskov; 2. med Hilleborg Sophie f. von Offenberg (1707-1741), datter af kommandør Hans Christopher von Offenberg til Vestergård; 3. (1744) med Eleonore Marie f. von Ahlefeldt (1707-1785), datter af gottorpsk gehejmeråd og overjægermester Claus von Ahlefeldt til Mårkær.